# Rade Veljović
Rade Veljović (Раде Вељовић; Belgrado, 9 agosto 1986) è un ex calciatore serbo, di ruolo attaccante.